# THE BEST 山口百恵
『THE BEST 山口百恵』（ザ・ベスト やまぐちももえ）は、山口百恵の2枚組のベスト・アルバム。CBS・ソニーから1979年11月1日にリリースされた。規格品番は40AH-831/2。
CBS・ソニー「THE BEST」シリーズの一枚。デビューシングル「としごろ」から当時の最新シングル「しなやかに歌って」までのA面曲を中心に、発売順を遡る形で収録した、山口百恵にとって11枚目のベスト・アルバムである。
2枚組形態のベスト盤としては1978年11月1日にリリースされた9枚目のベスト・アルバム「THE BEST 山口百恵」以来である。

## 収録曲
※出典

### LP／CT
| 全作詞: 阿木燿子（特記以外）、全作曲: 宇崎竜童（特記以外）。 |                                        |                       |                       |          |
| #                                                            | タイトル                               | 作詞                  | 作曲・編曲            | 編曲     |
| 1.                                                           | 「しなやかに歌って」                   | 阿木燿子 （特記以外） | 宇崎竜童 （特記以外） | 川口真   |
| 2.                                                           | 「愛の嵐」                             | 阿木燿子 （特記以外） | 宇崎竜童 （特記以外） | 萩田光雄 |
| 3.                                                           | 「美・サイレント」                     | 阿木燿子 （特記以外） | 宇崎竜童 （特記以外） | 萩田光雄 |
| 4.                                                           | 「絶体絶命」                           | 阿木燿子 （特記以外） | 宇崎竜童 （特記以外） | 萩田光雄 |
| 5.                                                           | 「乙女座宮」                           | 阿木燿子 （特記以外） | 宇崎竜童 （特記以外） | 萩田光雄 |
| 6.                                                           | 「プレイバックPart2」                  | 阿木燿子 （特記以外） | 宇崎竜童 （特記以外） | 萩田光雄 |
| 7.                                                           | 「曼珠沙華」                           | 阿木燿子 （特記以外） | 宇崎竜童 （特記以外） | 萩田光雄 |
| 8.                                                           | 「いい日旅立ち」(作詞・作曲: 谷村新司) | 阿木燿子 （特記以外） | 宇崎竜童 （特記以外） | 川口真   |

| #  | タイトル                            | 作詞       | 作曲       | 編曲       |
| -- | ----------------------------------- | ---------- | ---------- | ---------- |
| 1. | 「秋桜」                            | さだまさし | さだまさし | 萩田光雄   |
| 2. | 「赤い絆 (レッド・センセーション)」 | 松本隆     | 平尾昌晃   | 川口真     |
| 3. | 「スキャンダル (愛の日々)」         | 来生えつこ | 川口真     | 川口真     |
| 4. | 「イミテイション・ゴールド」        | 阿木燿子   | 宇崎竜童   | 萩田光雄   |
| 5. | 「夢先案内人」                      | 阿木燿子   | 宇崎竜童   | 萩田光雄   |
| 6. | 「初恋草紙」                        | 阿木燿子   | 宇崎竜童   | 萩田光雄   |
| 7. | 「赤い衝撃」                        | 千家和也   | 佐瀬寿一   | 馬飼野康二 |

| #  | タイトル                 | 作詞     | 作曲       | 編曲       |
| -- | ------------------------ | -------- | ---------- | ---------- |
| 1. | 「横須賀ストーリー」     | 阿木燿子 | 宇崎竜童   | 萩田光雄   |
| 2. | 「パールカラーにゆれて」 | 千家和也 | 佐瀬寿一   | 船山基紀   |
| 3. | 「GAME IS OVER」         | 阿木燿子 | 宇崎竜童   | 船山基紀   |
| 4. | 「愛に走って」           | 千家和也 | 三木たかし | 萩田光雄   |
| 5. | 「白い約束」             | 千家和也 | 三木たかし | 萩田光雄   |
| 6. | 「ささやかな欲望」       | 千家和也 | 都倉俊一   | 馬飼野康二 |
| 7. | 「夏ひらく青春」         | 千家和也 | 都倉俊一   | 穂口雄右   |
| 8. | 「湖の決心」             | 千家和也 | 都倉俊一   | 森岡賢一郎 |

| 全作詞: 千家和也、全作曲: 都倉俊一(#2を除く)、#2のみ 馬飼野康二。 |                    |          |                                       |            |
| #                                                                 | タイトル           | 作詞     | 作曲・編曲                            | 編曲       |
| 1.                                                                | 「冬の色」         | 千家和也 | 都倉俊一(#2を除く)、#2のみ 馬飼野康二 | 馬飼野康二 |
| 2.                                                                | 「ちっぽけな感傷」 | 千家和也 | 都倉俊一(#2を除く)、#2のみ 馬飼野康二 | 馬飼野康二 |
| 3.                                                                | 「ひと夏の経験」   | 千家和也 | 都倉俊一(#2を除く)、#2のみ 馬飼野康二 | 馬飼野康二 |
| 4.                                                                | 「春風のいたずら」 | 千家和也 | 都倉俊一(#2を除く)、#2のみ 馬飼野康二 | 馬飼野俊一 |
| 5.                                                                | 「禁じられた遊び」 | 千家和也 | 都倉俊一(#2を除く)、#2のみ 馬飼野康二 | 馬飼野康二 |
| 6.                                                                | 「青い果実」       | 千家和也 | 都倉俊一(#2を除く)、#2のみ 馬飼野康二 | 馬飼野康二 |
| 7.                                                                | 「としごろ」       | 千家和也 | 都倉俊一(#2を除く)、#2のみ 馬飼野康二 | 都倉俊一   |

## リリース履歴
| 規格 | 発売日        | 規格品番   | 備考 |
| ---- | ------------- | ---------- | ---- |
| LP   | 1979年11月1日 | 40AH-831/2 |      |